# Paul Razavet
Paul Razavet (27. Juli 1882 in Auray, Département Morbihan – nach 1932) war ein französischer Opernsänger (Lyrischer Tenor) und Gesangspädagoge.

## Leben
Razavet kam erst, recht spät für einen Sänger, 1911 zu seinem Debüt in Verviers. Nach Stationen an den Opern von Nizza, Nantes, Montpellier und Vichy wurde er 1914 als Soldat im Ersten Weltkrieg eingesetzt. 1918 verpflichtete er sich an das Theátre de la Monnaie in Brüssel als lyrischer Tenor. Das Engagement endete 1925, woraufhin er zuerst an die Oper von Bordeaux wechselte und dann an die Opéra-Comique in Paris. Dort debütierte er als „Werther“ in der Oper von Jules Massenet. 1932 beendete er seine Karriere, um anschließend in Paris als Gesangspädagoge zu arbeiten. Sein weiterer Lebensweg ist unbekannt.